# Mount Seedsman
Mount Seedsman ist ein 1581 m hoher Berg im ostantarktischen Mac-Robertson-Land. In der Athos Range der Prince Charles Mountains ragt er 13 km östlich des Mount Dovers auf.
Luftaufnahmen der Australian National Antarctic Research Expeditions dienten seiner Kartierung. Das Antarctic Names Committee of Australia benannte ihn nach Donald Lynton Seedsman (* 1938), Elektroingenieur auf der Mawson-Station im Jahr 1964.